# Shay Brennan
Seamus Anthony Brennan (ur. 6 maja 1937, zm. 9 czerwca 2000) – irlandzki piłkarz.
Był wychowankiem Manchesteru United i w jego barwach grał przez większość kariery. W pierwszym zespole debiutował tuż po katastrofie w Monachium, 19 lutego 1958 w meczu Pucharu Anglii z Sheffield Wednesday. Brennan zdobył dwie bramki na jego zespół wygrał 3:0. Z MU zostawał mistrzem Anglii w 1965 i 1967, w tych samych latach sięgał po Charity Shield. W 1968 sięgnął po Puchar Mistrzów. Do 1970 rozegrał ponad 300 spotkań w barwach zespołu z Manchesteru. W tym samym roku został grającym trenerem irlandzkiego Waterford. W tej roli sięgnął m.in. po mistrzostwo kraju w 1972 i 1973.
Mimo że urodził się w Anglii, miał prawo - ze względu na pochodzenie - grać w reprezentacji Irlandii. Debiutował w niej w 1965, ostatni raz zagrał w 1970. Łącznie rozegrał 19 spotkań.